# Furore (Aufsehen)
Die oder das Furore bezeichnet ein großes Aufsehen, einen Wirbel, eine Sensation, rasenden Beifall bzw. einen beeindruckenden Erfolg. Das positiv konnotierte Wort wird beinah ausschließlich in der Wendung Furore machen verwendet. Es wurde Anfang des 19. Jahrhunderts aus dem Italienischen (far furore ‚Furore machen‘) entlehnt; dort steht das Wort furore für ‚Raserei‘, ‚Ekstase‘ und geht auf das lateinische furor ‚Wut‘ zu furere ‚toben‘, ‚wüten‘ zurück.